# Atak słownikowy
Atak słownikowy (ang. dictionary attack) – technika używana do siłowego odgadywania kluczy kryptograficznych i haseł do systemów, w swoim działaniu zbliżona do metody brute force. Główna różnica między stosowanymi podejściami polega na sposobie dobierania haseł, które podlegają sukcesywnemu testowaniu. O ile w czystym ataku brute force bada się kolejno wszystkie dopuszczalne kombinacje klucza w celu odnalezienia właściwego wzoru, o tyle ataki słownikowe bazują tylko na sprawdzeniu niewielkiego podzbioru możliwych wartości, co do którego wiadomo, że jest niewspółmiernie często stosowany przy doborze haseł – na przykład listy słów występujących w danym języku albo historycznej bazy popularnych haseł.
Przykłady programów implementujących metodę słownikową do łamania haseł w systemach komputerowych to Cain oraz John the Ripper.